# La Nueva Jerusalén
La Nueva Jerusalén är en ort i Mexiko.   Den ligger i kommunen Tecpatán och delstaten Chiapas, i den sydöstra delen av landet, 700 km öster om huvudstaden Mexico City. La Nueva Jerusalén ligger 495 meter över havet och antalet invånare är 108.
Terrängen runt La Nueva Jerusalén är huvudsakligen kuperad, men österut är den bergig. Runt La Nueva Jerusalén är det ganska tätbefolkat, med 58 invånare per kvadratkilometer. Närmaste större samhälle är Copainalá, 14,9 km sydost om La Nueva Jerusalén. I omgivningarna runt La Nueva Jerusalén växer huvudsakligen savannskog.